# Peltasztész

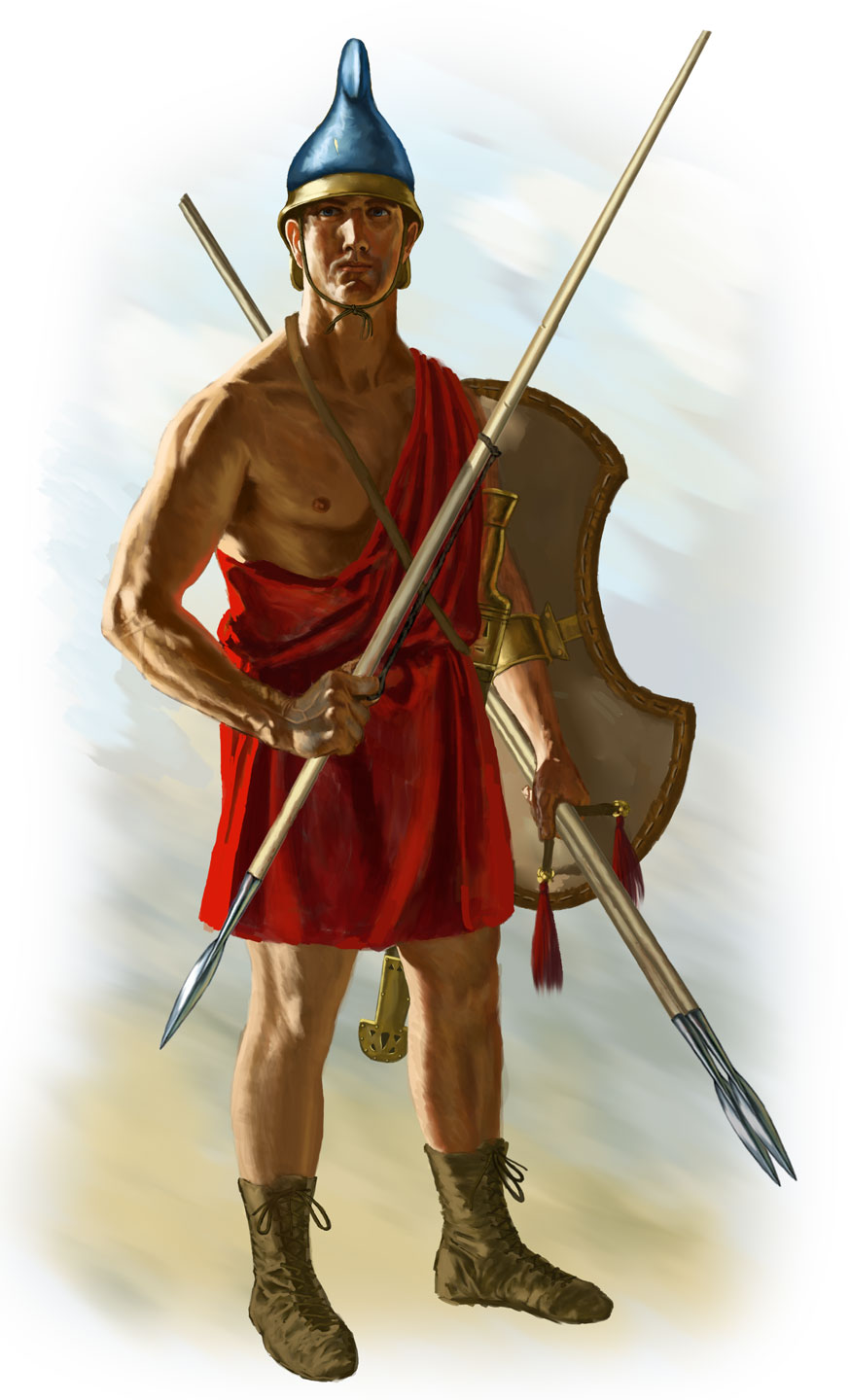
Peltasztész harcos teljes felszereléssel

A peltasztész (ógörögül: πελταστής) az ókori görög könnyűgyalogság távolfegyverekkel felszerelt harcosa. A fegyverzete hajítódárda, parittya vagy könnyű íj volt. A fegyvernem a könnyített pajzsról (ógörögül peltē, latinul pelta) kapta a nevét. A pelta szalma- vagy nádfonatú, bőrrel bevont pajzs volt, alakját félholdként írják le általában, de irodalmi források alapján kerek is lehetett, vagy ovális, melynek két oldalán körcikk alakú kivágás volt. A pajzsot a bal karra rögzítve hordták, így lehetőséget adott a bal kéz viszonylag szabad használatára. A tartalék dárdák, kövek hordozására vagy az íjfeszítésre is alkalmassá vált. A peltasztészek általában semmilyen páncélzatot nem viseltek a sisakon kívül, ezért gyors mozgású, új taktikai elemek végrehajtására alkalmas fegyvernemet alkottak. A hajítódárdájukat (gerely) szíjjal tekerték körbe, ami eldobás közben letekeredett, perdületet és további energiát adva a fegyvernek, ami így pontosabban és nagyobb erővel talált.

## Eredete
A peltasztész harcosok a görög hadművészetben elsőként Athénben, Iphikratész újításaként (i. e. 390) tűntek fel. Iphikratész trák származású felesége révén kapcsolat tehető fel a könnyűgyalogos trák hadviseléssel, de a makedón I. Alexandrosz seregének pezetairosz harcosainak mintája is szóba jöhet. Athénben gümnoi néven nevezték ezeket a könnyűgyalogosokat (jelentése meztelen), és a fegyvernem kialakítását a perzsa-háborúk után előálló helyzet tette szükségessé: Athén túlzottan a flottára ügyelt, szárazföldi hadserege gyenge volt és nem akadt elegendő gazdag ember a hopliták kiállításához, felfegyverzéséhez, ezért ilyen módon lehetett a leggyorsabban és legolcsóbban fejleszteni a sereget.
Spártában viszont a hoplita-fegyverzettel rendelkező szabad polgárok száma fogyatkozott meg drasztikusan. Epitadeusz reformjai után hagyaték és ajándék címén bárkire átírhatták földparcelláikat a szabad polgárok - azaz megnyílt a kiskapu a földek adásvétele előtt. Az eladósodott spártaiak immár törvényesen adogatták el földjeiket. Viszont az, aki nem rendelkezett a nehézfegyverzetű gyalogos fegyvereivel, illetve nem vett részt a közös étkezéseken, elvesztette politikai jogait. (A közös étkezéseket a vagyonosodó vezetőréteg kezdte erősen elhanyagolni.) E két törvényi kitétel okán a vagyoni sor alsó és felső végéről egyaránt fogyatkoztak a polgárok, szaporodtak a jogvesztettek. Spárta i. e. 480-ban még 8000-nél több hoplitát tudott kiállítani, i. e. 371-ben ez a szám alig több 1500-nál, az i. e. 4. század második felére 700-ra csökkent.
A könnyűfegyverzetű gyalogság korábban is jelen volt a harcmezőkön, Spárta haderejében a perioikoszok, más poliszokban a szegényebb szabadok alkották. Sosem voltak azonban döntő jelentőségűek, a fő ütközeteket a hopliták phalanxai vívták. A hoplita phalanx azonban csak a görög poliszok egymás közötti csatározásaiban volt hatékony, ahol és amikor tisztelték az ősi hagyományokat, az egyéni vitézséget, a testi erőt és a közelharcot. Amikor olyan ellenfelekkel kerültek szembe, akik más módon küzdöttek (trákok, makedónok, perzsák, illírek), gyakran maradtak alul. Már Xenophón Anabasziszának leírásaiban feltűnnek a dárdás és kardos könnyűgyalogosok, akik fontos szerepet játszottak egyes csatákban. Külön említi a krétai íjászokat és rhodoszi parittyásokat. Ők azonban a hadjárat kezdetén még csak kis szerepet játszottak, a nagy visszavonulás közben lettek egyenrangú ellenfelei a perzsa távolfegyvereseknek. (Tízezer görög hadjárata)
I. e. 480-ban I. Xerxész seregében is szolgáltak kisázsiai könnyűfegyverzetű gyalogosok. Ezért a perzsa minta sem kizárható a peltasztész fegyvernem elterjedésének okai közül.

## Története
A peltasztészek a görög hadviselésben a peloponnészoszi háborúban kaptak először nagy szerepet, az i. e. 4. századra már a gyalogság fő típusává lettek. Mindez a legfejlettebb poliszok i. e. 5. század végi válságának kortünete. A perzsa háborúk és a peloponnészoszi testvérháborúk szinte összgörögséget érintő volta miatt a szabad közösségek létszáma mindenhol lecsökkent, ami a haderő apadásához vezetett. Az egyetlen lehetséges megoldás a zsoldoscsapatok igénybevétele lett, akik győzelem esetén behozták bérüket. De a háborúk elhúzódása és a tartós eredmények hiánya inkább a válság elmélyüléséhez vezetett. Anyagilag is megterhelő volt az amúgy is kimerült államoknak, de a zsoldosok bármikor felhasználhatók voltak a politikai-katonai kalandokban. Bármely katonai akció is készült ezután, első lépésben mindig szponzort kellett keresni, aki finanszírozta a sereget, de helyzetét bármikor kihasználhatta, s gyakorta ki is használta. A pénzforgalom fejlettsége meghozta azt az időt, amikor kíméletlen elszántsággal kezdték fegyvereiket vagyonszerzés céljaira felhasználni.
Az i. e. 4. század folyamán a peltasztész harcmodor útkeresése folyt. Hajítódárda helyett néha lándzsát, néha gerelyt kaptak fegyverzetül, kiegészítve parittyás és íjász alakulatokkal. Néha egyszerűen csak könnyített hoplita volt, mint a makedón phalanx harcosának előképe. Olyan is előfordult, hogy néhány hajítódárda eldobása után a nagyobb döfőlándzsával, vagy karddal harcoltak tovább. A peltasztész szó az i. e. 3. századra a zsoldos szinonímájává vált.

## Alkalmazása
Az első időkben a szárnyakon elhelyezett tömör csoport volt, ami számosságban sokszor felülmúlta a fő hadsereget, a hoplitákat. Szerepük a lovasság támogatása, valamint a phalanx zárt sorainak megbontása és a menekülők üldözése volt. A mantineiai csata során például alig néhány ezer könnyűgyalogos harcolt, a hadrendben a szárnyak legszéleit alkották. A gaugamélai csatában a peltasztészek már jelentős szerepet játszottak Mardoniosz lovasságának feltartóztatásában, és a döntő rés képzésében.
A peltasztész katonák első nagyarányú és mindent eldöntő bevetése a szphaktériai csata során történt. A spártai Epitadasz meggondolatlanul rontott rá phalanxával az athéni hopliták mozdulatlan soraira. A peltasztészek ekkor előszaladtak az athéni sorok mögül, oldalról és hátulról támadva távolsági fegyvereikkel (hajítódárda, gerely, parittya, íj). A spártai hopliták azonnal megtámadták őket, de a mozgékony könnyűgyalogságot nem érhették utol. Az üldözésben kimerült és felbomlott sorú hoplitákat végül az athéniak zárt rendben is megtámadták, a visszavonulókat az időközben mögéjük érkező íjászok fogadták. A spártaiak megadták magukat.